# Хуан Карлос Карседо
Хуан Карлос Карседо (ісп. Juan Carlos Carcedo, нар. 19 серпня 1973, Логроньо) — іспанський футболіст, що грав на позиції півзахисника. По завершенні ігрової кар'єри — тренер. З 2023 року очолює тренерський штаб команди «Пафос».

## Ігрова кар'єра

Хуан Карлос Карседо під час виступів за «Атлетіко». 2001 рік.

Народився 19 серпня 1973 року в місті Логроньо. Вихованець футбольної школи клубу «Оспіталет». Дорослу футбольну кар'єру розпочав 1993 року в основній команді того ж клубу, в якій провів один сезон, взявши участь у 32 матчах Сегунди Б. Згодом з 1994 по 1999 рік грав у складі інших іспанських нижчолігових команд «Граменет», «Еспаньйол Б» та «Атлетіко Мадрид Б».
У 1999—2002 роках Карседо виступав у Франції за «Ніццу», за яку провів 21 матч у чемпіонаті. У сезоні 2000/01 Карседо був взятий в оренду основною командою «Атлетіко», яка боролася за вихід до Ла Ліги, проте в тому сезоні команда не змогла повернутися до найвищого дивізіону.
Протягом 2002—2004 років захищав кольори клубу «Леганес», а завершив ігрову кар'єру у команді «Лас-Пальмас», за яку виступав протягом 2004—2006 років.

## Кар'єра тренера
Після завершення ігрової кар'єри Карседо у 2006 році приєднався до тренерського штабу Унаї Емері в «Альмерії». З Емері Карседо був знайомий за спільними виступами у «Леганесі» в сезоні 2002/03. 

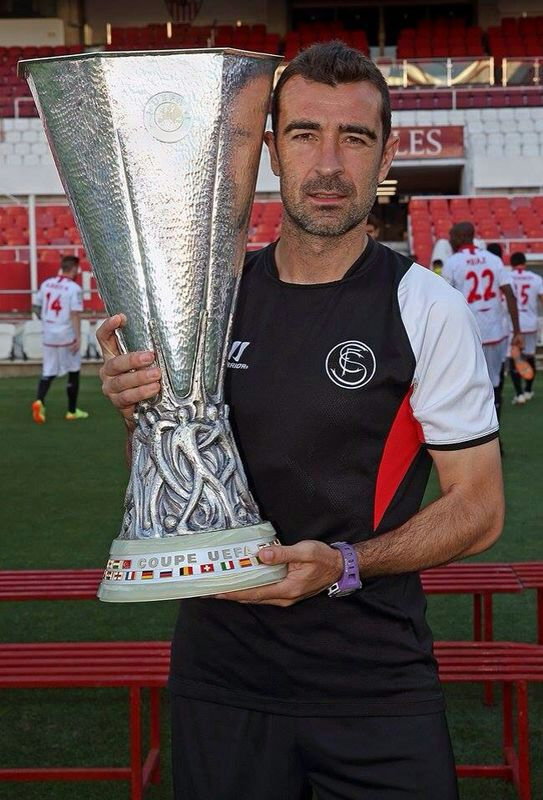
Хуан Карлос Карседо з Кубком УЄФА. 2014 рік.

Влітку 2008 року після успішного сезону в Ла Лізі, Емері був запрошений очолити «Валенсію», а керівництво «Альмерії», у свою чергу, запропонувало очолити команду Карседо, але той вважав за краще піти за Емері. У 2012 році вони разом недовго працювали в російському «Спартаку» (Москва). Наступного року пара повернулася до Іспанії, де працювала із «Севільєю». 10 травня 2015 року Карседо керував командою у виїзному матчі проти «Сельти» (1:1), оскільки Унаї пропускав матч через смерть батька, Хуана Емері. Загалом за три роки в андалузській команді тандем тричі вигравав Лігу Європи.
У червні 2016 року Карседо разом з Емері перейшли у французький «Парі Сен-Жермен», де вони виграли загалом сім трофеїв за два сезони, включно з титулом чемпіона Франції. У 2018 році він та Емері перейшли до англійського «Арсеналу». У першому сезоні лондонський клуб посів 5-е місце в Прем'єр-лізі та дійшов до фіналу Ліги Європи, але в наступному сезоні 2019/20, після кількох ігор без перемог, тренерський штаб був звільнений, залишивши «канонірів» на 8-му місці у Прем'єр-лізі.
У серпні 2020 року Карседо отримав свій перший самостійний тренерський досвід, очоливши клуб «Ібіса». У дебютному сезоні він вивів команду вперше в історії вийшла до Сегунди, після чого продовжив свій контракт до 2023 року. Втім, у другому дивізіоні результати команди стали значно гірші і 18 грудня 2021 року, після шести матчів без перемог, Карседо був звільнений. За півтора сезону в клубі він здобув 25 перемог, 15 нічиїх та 11 поразок у 51 матчі і завершив першу половину сезону у Сегунді з 25 очками, залишивши команду на шість очок вище зони вильоту.
31 травня 2022 року Карседо очолив інший клуб Сегунди, «Реал Сарагоса», але вже 6 листопада його звільнили після сьомої поразки в сезоні у 15 матчах.
24 червня 2023 року Карседо став новим головним тренером кіпрського «Пафоса». Під керівництвом іспанського фахівця 18 травня 2024 року клуб вперше у своїй історії виграв Кубок Кіпру, перемігши у фіналі «Омонію» з рахунком 3:0. Наступного року Карседо привів клуб до першого чемпіонства, завдяки чому «Пафос» із Карседо отримав шанс дебютувати у Лізі чемпіонів.

## Титули і досягнення

### Як тренера
- Чемпіон Кіпру (1):

«Пафос»: 2024/25
- Володар Кубка Кіпру (1):

«Пафос»: 2023/24